# Ґрейсі (фільм)
«Ґрейсі» — фільм 2007 року.

## Зміст
В основі фільму лежить реальна історія з життя акторки Елізабет Шу. Дія відбувається в 1978 році. Джонні – загальний улюбленець і зірка шкільної футбольної (як не дивно, мова йде про європейський футбол) команди. Його батько Браян і молодша сестра Ґрейсі дуже його люблять. І коли Джонні гине в автокатастрофі, члени його сім'ї впадають в депресію. Глибоко сумує Ґрейсі, яка, можливо, любила брата більше за інших. Щоправда, реакція дівчини на трагедію досить своєрідна: Ґрейсі ставить собі метою дістати місце в команді Джонні і таким чином (правду кажучи, дещо дивним) вшанувати пам'ять брата. Все, однак, складається не на користь цієї затії: мати побоюється можливих травм, батько не бажає тренувати дочку, а в школі вважають, що дівчинка не має права грати в команді хлопчиків. А головне – нікчемний із Ґрейсі гравець. Зате завзятості панночці не позичати!